# 吉永猛
吉永 猛（よしなが たける、1926年3月2日 - ）は、日本の競馬騎手、調教師。
1943年に日本競馬会（のち国営競馬、日本中央競馬会）で騎手デビュー。兵役を経て1947年より復帰し、1965年までに重賞3勝を含む通算276勝を挙げた。騎手引退後は調教師に転身し、1992年の阪神3歳牝馬ステークスを制したスエヒロジョウオーらを手がけた。1999年に定年引退。調教師通算成績は7493戦670勝、うちGI競走1勝を含む重賞13勝。
同じく中央競馬騎手・調教師であった吉永忍は従弟。自身の門下生であった川村禎彦は娘婿。

## 経歴
宮崎県北諸県郡高城町出身。近郊の三股町には競馬場があり、農家であった父と叔父は飼養する馬をそこで走らせていた。吉永はそれを頻繁に見物し、また近くの駐屯地にいた軍馬の美しさにも惹かれ、将来に騎手を志した。尋常小学校卒業後、同県出身の騎手・北村末雄の紹介で日本競馬会・函館競馬場に所属する田中舘次郎厩舎に入門。翌年、「より大きい厩舎で騎手になった方がいい」という田中の配慮から、京都競馬場の大久保亀治厩舎へ移った。1943年4月に騎手見習いのままデビュー。5月29日、京都競馬場の障害競走において騎乗馬トーホクヒフミで初勝利を挙げた。
翌1944年より兵役に就き、船舶部隊を経て広島の無線通信部隊配属となる。翌1945年8月6日、当時の駐屯地であった広島女子商業学校内でアメリカ軍による原子爆弾投下に遭遇。同校は爆心地から比治山を隔てた陰になっており、講堂内にいたことも幸いして重傷を免れた。一方で、放射線による影響からか以後疲れやすい体質になったという。
戦後、1947年より正式に騎手免許を取得し復帰したが、馬不足に加え、賞金が安かったこともあり苦しい生活が続いた。1949年に小倉競馬場（のち阪神競馬場）の渋川久作厩舎へ移籍。渋川厩舎では主戦騎手格として遇され、1951年にテツノハナで関西の3歳王者戦・阪神3歳ステークスを制し、重賞初勝利を挙げる。以後タマツバキ記念（騎乗馬シゲタカ）、きさらぎ賞（同ライジングマサル）と計3つの重賞を制した。騎手として通算276勝の成績を挙げ、1965年に引退。同年、調教師として阪神競馬場に厩舎を開業する。
これといった伝手がなく管理馬は安馬ばかりであったが、1972年にワイエムチャイナで重賞（小倉記念）初勝利を挙げて以降は数々の管理馬が重賞戦線で活躍した。1970年代から80年代にかけては、「タマモ」の冠名で知られた三木道夫所有馬の主戦厩舎として、阪神3歳ステークス優勝馬タマモアサヒ、阪神牝馬特別に優勝したほか、桜花賞2着、エリザベス女王杯3着などの成績を残したタマモコトブキ、京阪杯優勝馬タマモリマンドといった馬を手がけた。タマモリマンドの母・イコマエイカンも吉永の管理馬であり、タマモリマンドのほか小倉大賞典優勝馬グレイトファイター、桜花賞2着のクインリマンドといった産駒が吉永の管理下にあったが、活躍が増すに連れて産駒の価格が高騰し、第4仔からは「馬主に損をさせない」「安い馬で勝つ」という方針に至っていた吉永の手を離れることになった。その第4仔・アグネスレディーはクラシック競走の優駿牝馬（オークス）に優勝、さらに同馬の血統からは孫世代まで三代連続でクラシック優勝馬が生まれている。
1979年には調教技術賞を受賞。1981年には32勝を挙げて勝利度数ランキングで関西5位（全国6位）につけた。1991年には自己最高の34勝を挙げ、翌1992年もグレード制導入（1984年）後、自身初のGI制覇となる阪神3歳牝馬ステークス（スエヒロジョウオー）を含む33勝を挙げた。
調教師生活の晩年に至るまで20勝前後の安定した成績を保っていたが、1999年2月28日をもって定年により調教師を引退。通算成績は7497戦670勝。最後の管理馬の1頭だったスマートボーイは伊藤圭三厩舎へ移ったのち重賞4勝を挙げた。同馬は伊藤の実家であるグランド牧場で売れ残っていた馬であり、アンタレスステークスで重賞初勝利を挙げたときには、伊藤から「これもみんな先生のおかげです」と謝辞を送られたという。

## 成績
※出典：『調教師の本VII』216-229頁。

### 騎手成績
- 通算276勝（1954年以降、1206戦110勝）

#### 重賞勝利騎乗馬
- テツノハナ（1951年阪神3歳ステークス）
- シゲタカ（1959年タマツバキ記念）
- ライジングマサル（1962年きさらぎ賞）

### 調教師成績
出典：日本中央競馬会公式サイト・引退調教師名鑑「吉永猛」各ページ。
| 年     | 開催 | 勝利 | 出走  | 勝率 | 表彰               | 重賞勝利馬（優勝競走）                                                 |
| ------ | ---- | ---- | ----- | ---- | ------------------ | ---------------------------------------------------------------------- |
| 1965年 | 中央 | 5勝  | 81回  | .062 |                    |                                                                        |
| 1966年 | 中央 | 14勝 | 130回 | .108 |                    |                                                                        |
| 1967年 | 中央 | 21勝 | 193回 | .109 |                    |                                                                        |
| 1968年 | 中央 | 17勝 | 196回 | .087 |                    |                                                                        |
| 1969年 | 中央 | 4勝  | 104回 | .038 |                    |                                                                        |
| 1970年 | 中央 | 10勝 | 157回 | .064 |                    |                                                                        |
| 1971年 | 中央 | 18勝 | 172回 | .105 |                    |                                                                        |
| 1972年 | 中央 | 24勝 | 233回 | .103 |                    | ワイエムチャイナ（小倉記念）                                           |
| 1973年 | 中央 | 22勝 | 198回 | .111 |                    |                                                                        |
| 1974年 | 中央 | 17勝 | 194回 | .088 |                    | ラッキーオイチ（阪神牝馬特別）                                         |
| 1975年 | 中央 | 27勝 | 236回 | .114 |                    | ハクサンホマレ（スポーツニッポン賞金杯）                               |
| 1976年 | 中央 | 18勝 | 207回 | .087 |                    | グレイトファイター（小倉大賞典）                                       |
| 1977年 | 中央 | 16勝 | 221回 | .072 |                    |                                                                        |
| 1978年 | 中央 | 22勝 | 255回 | .086 |                    | タマモアサヒ（阪神3歳ステークス）                                      |
| 1979年 | 中央 | 27勝 | 189回 | .143 | 調教技術賞（関西） | タマモリマンド（京阪杯）                                               |
| 1980年 | 中央 | 22勝 | 252回 | .087 |                    | タマモコトブキ（阪神牝馬特別）                                         |
| 1981年 | 中央 | 32勝 | 241回 | .133 |                    | ホクトマツシマ（小倉3歳ステークス）                                    |
| 1982年 | 中央 | 17勝 | 243回 | .070 |                    |                                                                        |
| 1983年 | 中央 | 15勝 | 251回 | .064 |                    |                                                                        |
| 1984年 | 中央 | 18勝 | 205回 | .088 |                    |                                                                        |
| 1985年 | 中央 | 11勝 | 249回 | .044 |                    |                                                                        |
| 1986年 | 中央 | 18勝 | 191回 | .094 |                    |                                                                        |
| 1987年 | 中央 | 12勝 | 223回 | .054 |                    |                                                                        |
| 1988年 | 中央 | 17勝 | 231回 | .074 |                    | トキノオリエント（中日新聞杯）                                         |
| 1989年 | 中央 | 24勝 | 233回 | .103 |                    |                                                                        |
| 1990年 | 中央 | 18勝 | 253回 | .071 |                    |                                                                        |
| 1991年 | 中央 | 34勝 | 258回 | .132 |                    |                                                                        |
| 1992年 | 中央 | 33勝 | 272回 | .121 |                    | ワイドバトル（小倉大賞典） スエヒロジョウオー（阪神3歳牝馬ステークス） |
| 1993年 | 中央 | 22勝 | 258回 | .085 |                    | セントミサイル（クリスタルカップ） シルクムーンライト（北九州記念）    |
| 1994年 | 中央 | 19勝 | 259回 | .073 |                    |                                                                        |
| 1995年 | 中央 | 18勝 | 269回 | .067 |                    |                                                                        |
| 1996年 | 中央 | 22勝 | 249回 | .088 |                    |                                                                        |
| 1996年 | 地方 | 0勝  | 3回   | .000 |                    |                                                                        |
| 1996年 | 計   | 22勝 | 252回 | .087 |                    |                                                                        |
| 1997年 | 中央 | 27勝 | 262回 | .103 |                    |                                                                        |
| 1997年 | 地方 | －   | －    | －   |                    |                                                                        |
| 1997年 | 計   | 27勝 | 262回 | .103 |                    |                                                                        |
| 1998年 | 中央 | 25勝 | 285回 | .088 |                    |                                                                        |
| 1998年 | 地方 | 0勝  | 3回   | .000 |                    |                                                                        |
| 1998年 | 計   | 25勝 | 288回 | .087 |                    |                                                                        |
| 1999年 | 中央 | 3勝  | 47回  | .064 |                    |                                                                        |
| 1999年 | 地方 | 0勝  | 2回   | .000 |                    |                                                                        |
| 1999年 | 計   | 3勝  | 49回  | .061 |                    |                                                                        |